# Grotta Sant'Angelo (Balsorano)
La Grotta di Sant'Angelo è una grotta naturale di origine carsica situata sulla catena montuosa della Serra Lunga, nel comune di Balsorano (AQ).

## Storia

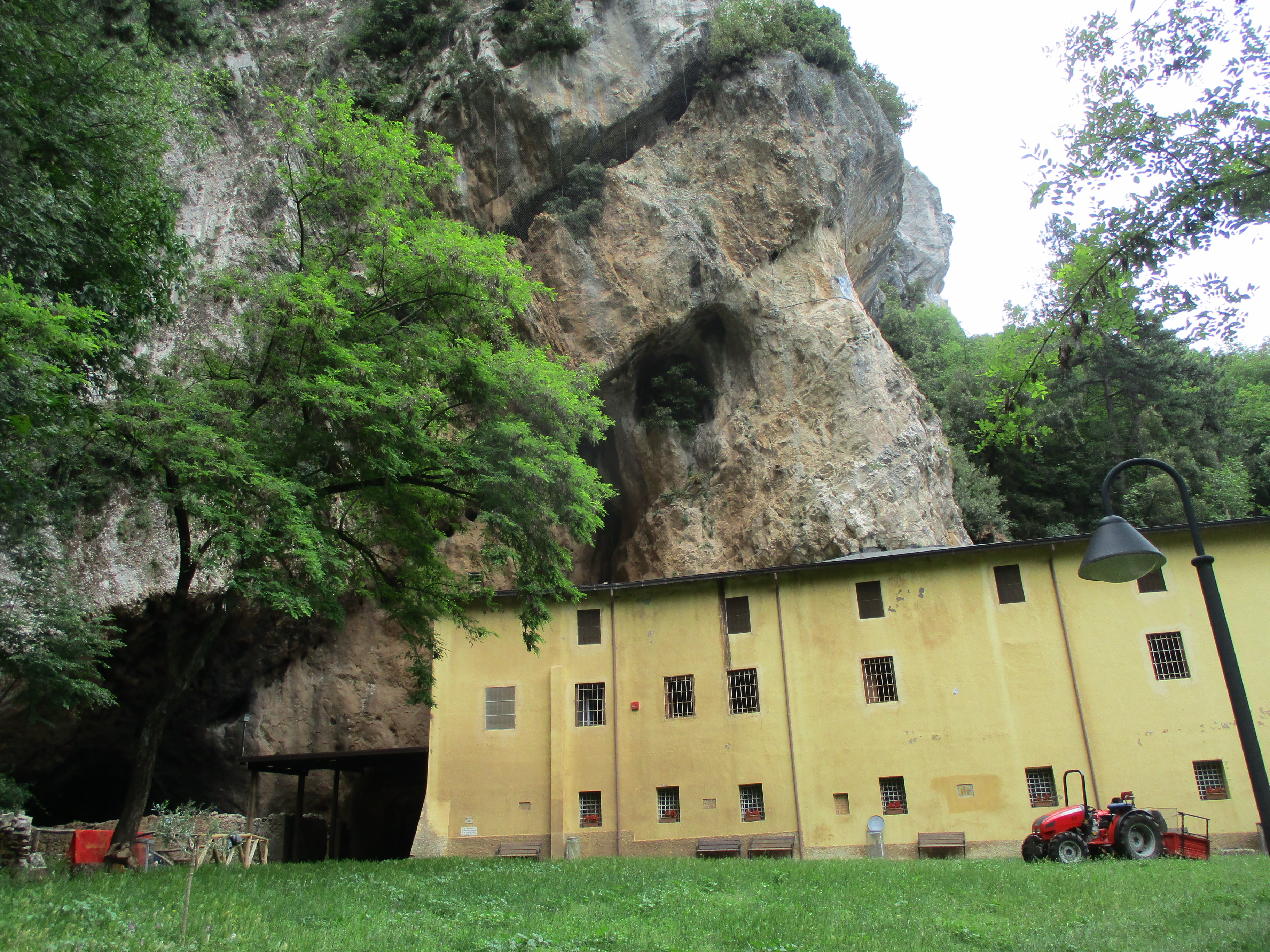
Ingresso della grotta e refettorio

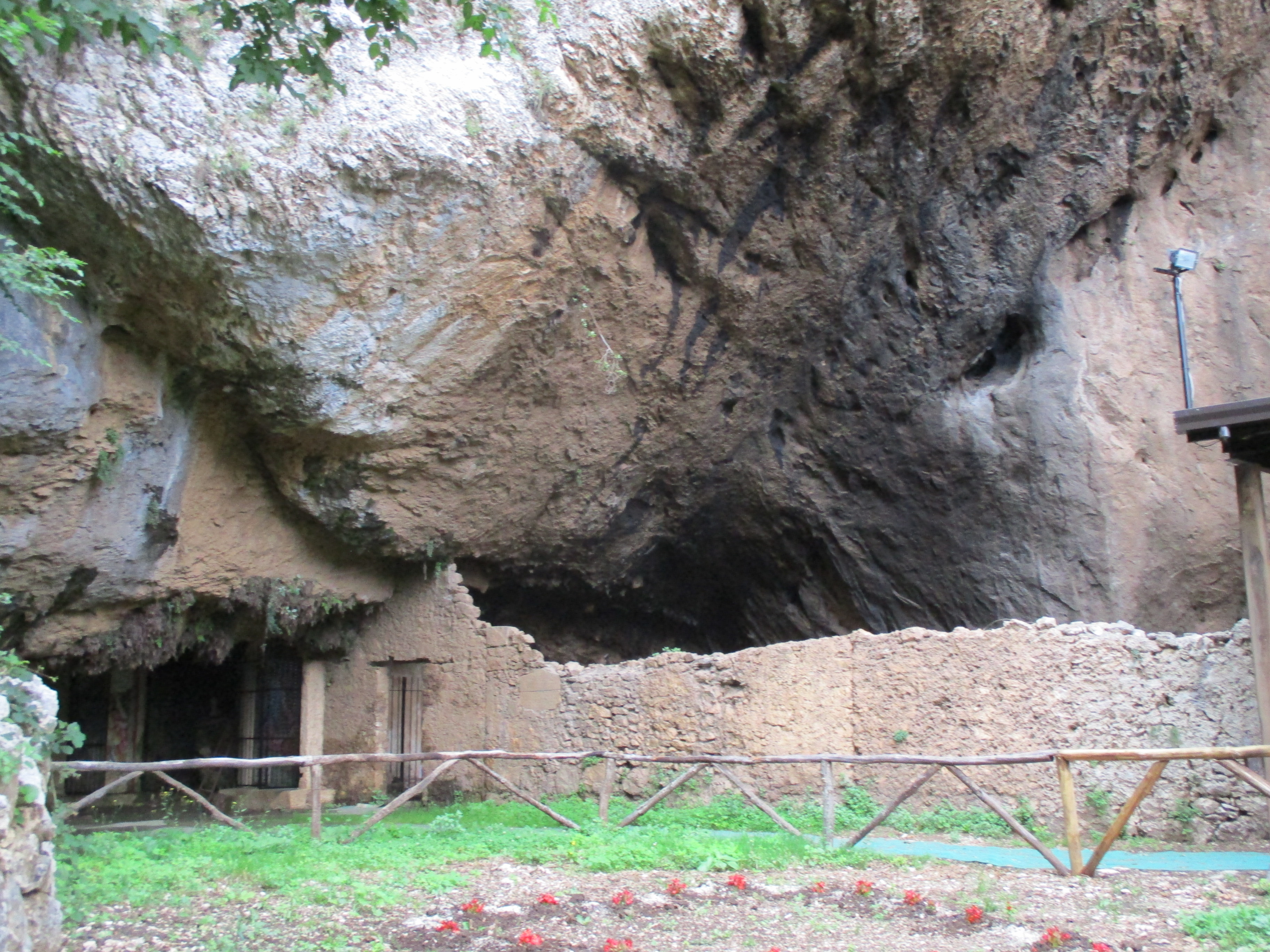
Ruderi del monastero

La cavità rocciosa originaria venne utilizzata con ogni probabilità come un luogo di culto già in epoca imperiale. La pratica del cristianesimo risalirebbe almeno all'XI secolo come testimoniano i resti di un monastero di piccole dimensioni presenti nel luogo il cui cenobio sarebbe stato abbandonato precocemente già nei primi anni del XIII secolo. 
Il primo documento ecclesiastico in cui il monastero risulta menzionato come una prepositura dell'abbazia di Montecassino risale al 1273. La bolla papale di Bonifacio VIII attesta invece con chiarezza che dal 1296 il santuario abruzzese venne assegnato alla diocesi di Sora dopo essere stato incluso tra i possedimenti di un importante monastero benedettino della valle del Liri. 
Tra l'XI e il XIV secolo in quest'area furono edificati diversi luoghi di culto dedicati all'Arcangelo Michele, chiamato durante tutto il Medioevo Sant'Angelo, nome acquisito dal luogo di culto. All'ingresso della grotta furono adibiti dei piccoli locali capaci di ospitare gli eremiti sostituiti successivamente dall'edificio moderno di più grandi dimensioni.
Subito dopo la proclamazione del Regno d'Italia alcuni burocrati di Casa Savoia progettarono la distruzione delle grotte e dei ripari del centro Italia dove avrebbero potuto nascondersi e riorganizzarsi i briganti. I militari del regno rinunciarono a tale progetto, tuttavia l'eremo subì gravi danni in seguito al sisma della Marsica del 1915 e alle due guerre mondiali. Durante la seconda guerra mondiale nella grotta di Sant'Angelo e in quella vicina delle Reconche si rifugiarono diversi prigionieri indiani fuggiti dal campo di concentramento di Avezzano.
A cominciare dal 1952 grazie all'opera svolta dai priori e dai rettori che si sono succeduti, dai funzionari del genio civile di Avezzano e dal personale del Corpo forestale dello Stato ha avuto inizio l'opera di valorizzazione del luogo di culto.

## Descrizione

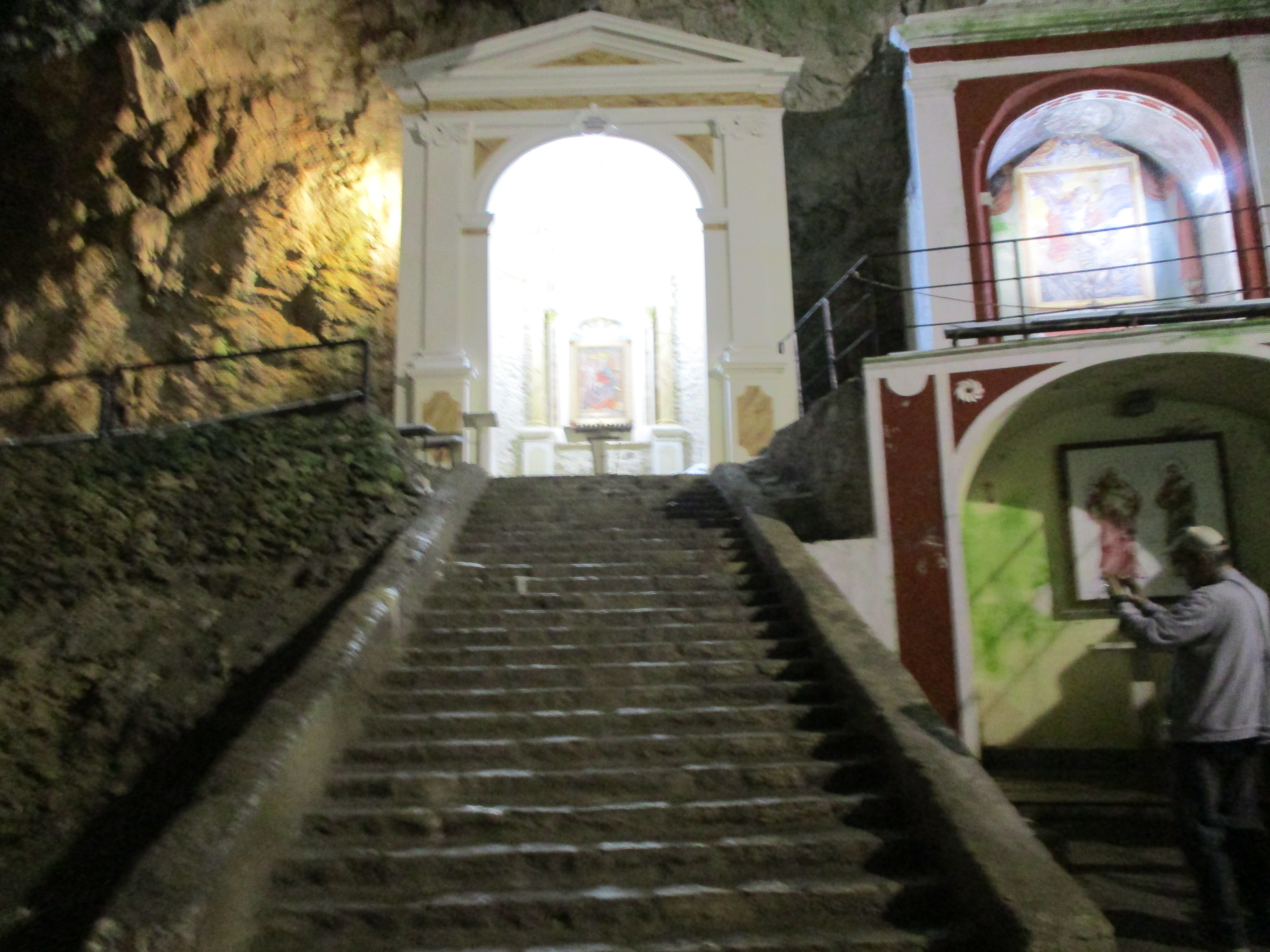
La Scala Santa

Il monastero fino alla metà del Settecento consisteva semplicemente in una caverna naturale adibita a luogo di culto situata sul monte Sant'Angelo, detto di Malanotte, oltre il vallone di Sant'Angelo, una gola del versante occidentale della Serra Lunga. Dal 1750 al 1800 venne edificato il piano terra del refettorio-ospizio e nel 1879 l'edicola dedicata alla Madonna Addolorata grazie al contributo di un gruppo di fedeli di Luco dei Marsi. 
La larga grotta di origine tettonica la cui profondità raggiunge circa 20 metri presenta due altari dedicati a san Michele e alla Madonna dello Spirito Santo raggiungibili da due scalinate in pietra, di cui la prima che venne realizzata è detta Scala Santa. Altri altari sono dedicati alla Madonna Addolorata e a san Giuseppe e sant'Antonio di Padova. Il convento originario gravemente danneggiato dal terremoto della Marsica del 1915 e dalle due guerre mondiali è stato riedificato a cominciare dal 1952. L'edificio moderno di tre piani che ospita il refettorio e l'ospizio è situato nei pressi dell'ingresso della grotta ed è affiancato da un campanile edificato nel 1957.
Distante poche decine di metri si trova lateralmente la grotta delle Reconche, una cavità calcarea di origine tettonica.